# Finances locales en France
Les finances locales en France sont assises sur des ressources propres (impôts locaux) et sur des transferts de l'État.
Sur le plan juridique, les règles générales relatives aux finances locales sont fixées par le livre VI de la première partie du Code général des collectivités territoriales.

## Ressources des collectivités territoriales
En France, les finances des collectivités, comme leurs compétences, sont déterminées par la loi. Toutefois, la loi doit respecter le principe de libre administration des collectivités territoriales selon lequel « dans les conditions prévues par la loi, ces collectivités s'administrent librement par des conseils élus et disposent d'un pouvoir réglementaire pour l'exercice de leurs compétences ». En conséquence, « les collectivités territoriales bénéficient de ressources dont elles peuvent disposer librement dans les conditions fixées par la loi. »
Les ressources des collectivités territoriales sont de quatre natures :
- Les ressources propres (fiscalité locale) ;
- Les dotations et subventions de l'État ;
- Les avances et emprunts ;
- Les revenus du patrimoine et pour services rendus.

### Ressources propres
Afin de préserver la libre administration des collectivités territoriales, « les recettes fiscales et les autres ressources propres des collectivités territoriales représentent, pour chaque catégorie de collectivités, une part déterminante de l'ensemble de leurs ressources ».
Cette part déterminante a été définie par la Loi organique du 29 juillet 2004 relative à l'autonomie financière des collectivités territoriales : pour chaque catégorie, la part des ressources propres ne peut être inférieure au niveau constaté au titre de l'année 2003.
Les ressources propres des collectivités territoriales sont constituées du produit des impositions de toutes natures dont la loi les autorise à fixer l'assiette, le taux ou le tarif, ou dont elle détermine, par collectivité, le taux ou une part locale d'assiette, des redevances pour services rendus, des produits du domaine, des participations d'urbanisme, des produits financiers et des dons et legs.

#### Ressources fiscales directes
Elles sont constituées par les impôts locaux directs :
- la taxe foncière sur les propriétés bâties (perçue par les communes et départements)
- la taxe foncière sur les propriétés non bâties (communes)
- la taxe d'habitation (communes)
- la contribution économique territoriale (CET), qui a remplacé la taxe professionnelle depuis 2010. Elle est composée de la cotisation foncière des entreprises (CFE) assise sur les bases foncières et de la cotisation sur la valeur ajoutée des entreprises (CVAE) assise sur la valeur ajoutée (partagée entre les communes, départements, et régions)
- la redevance des mines (communes et départements)
- l'imposition forfaitaire sur les pylônes (communes)
- la contribution au développement de l'apprentissage (régions)

Les communes ont le choix d'imposer des autres taxes facultatives comme droit a imposer :
- la taxe d'enlèvement des ordures ménagères (n'est pas considérée comme un prélèvement obligatoire) ;
- la taxe de balayage, lorsqu'elles assurent le balayage de la superficie des voies livrées à la circulation publique qui incombe aux propriétaires riverains.
- les taxes spéciales d'équipement perçues au profit des établissements publics ;
- la taxe d’assainissement des eaux usées ;
- la taxe de trottoirs ;
- la taxe de pavage (supprimée en 2012) ;
- la taxe pour la gestion des milieux aquatiques et la prévention des inondations.

#### Ressources fiscales indirectes
Elles sont constituées par les impôts locaux indirects et les taxes locales, comme le paiement du stationnement, les amendes de stationnement, le prix des cantines, garderies…

### Dotations et subventions de l'État
Les dotations et subventions de fonctionnement de l'État représentent environ 30 % des ressources des collectivités territoriales. Si elles permettent surtout le fonctionnement quotidien de ces collectivités à travers la dotation globale de fonctionnement (DGF), certaines d'entre elles sont consacrées à des projets d'investissement précis soumis par les communes et sélectionnés par le préfet de département. Ces dotations sont régies par le code général des collectivités territoriales (CGCT).

#### Dotation globale de fonctionnement (DGF)
Le montant de la dotation globale de fonctionnement est réparti entre les collectivités et groupements concernés (communes, EPCI, départements) par le comité des finances locales, chaque niveau de collectivité bénéficiant d'une enveloppe étanche de DGF. Son montant est de 27,2 milliards d'euros en 2024.
Pour chaque niveau de collectivité, la DGF comprend deux parties, elles-mêmes désignées sous le nom de « dotations ».

##### Dotation forfaitaire
Le montant de la dotation forfaitaire des communes est défini dans la loi de finances. La dotation forfaitaire pour une commune donnée tient compte entre autres :
- de l'importance de sa population ;
- de sa superficie (avec une limite [Laquelle ?][Combien ?] pour les communes de Guyane).

Cette dotation forfaitaire comprend aussi des subventions plus anciennes comme la dotation compensant la part « salaires » de la taxe professionnelle.
Le montant de la dotation forfaitaire résulte de l'indexation de chacune de ses parts, à savoir :
- 75 % au plus du taux d'évolution de la dotation globale de fonctionnement pour les parts « population » et « superficie » ;
- 50 % au plus de ce taux pour la part « compensations » ;
- 25 % de ce taux pour la garantie.

Le montant de la dotation forfaitaire des départements prend également en compte la population depuis la réforme de 2005.

##### Dotation d'aménagement des communes et EPCI et dotations de péréquation
Le montant de la dotation d'aménagement est défini comme la différence entre le montant de la dotation globale et celui de la partie forfaitaire. Sa vocation est d'assurer une péréquation entre collectivités riches et collectivités plus pauvres.
La répartition de la dotation se base sur le calcul du potentiel financier de chaque commune, notion créée par la loi de finances pour 2005 et remplaçant la notion de potentiel fiscal utilisée auparavant. Le potentiel financier mesure les ressources stables d'une collectivité, hors ressources provenant de la péréquation.
La dotation d'aménagement comprend :
- pour les communes :
  - La Dotation de solidarité urbaine et de cohésion sociale (DSUCS), précédemment appelée « dotation de solidarité urbaine » (DSU) : cette dotation a pour objet de « contribuer à l'amélioration des conditions de vie dans les communes urbaines confrontées à une insuffisance de leurs ressources et supportant des charges élevées ». L'attribution de cette dotation dépend de la valeur atteinte dans une commune par un indice synthétique de ressources et de charges[9] qui tient compte du revenu des habitants, de la proportion de logements sociaux et de bénéficiaires d'aides au logement et du potentiel financier. La DSUCS concerne surtout les communes de plus de 10 000 habitants ;
  - La Dotation de solidarité rurale (DSR), qui concerne principalement les petites communes ;
  - La Dotation nationale de péréquation (DNP), héritière du fonds national de péréquation (FNP) ;

- pour les EPCI :
  - une dotation d'intercommunalité ;
  - une dotation de compensation, correspondant à la compensation de la suppression de la part « salaires » de la taxe professionnelle.

La dotation de péréquation des départements :
- Dotation de péréquation urbaine (DPU), destinée aux 32 départements qualifiés d'« urbains » ;
- Dotation de fonctionnement minimale (DFM), destinée aux 64 départements ne bénéficiant pas de la DPU.

La dotation de péréquation des régions se substitue depuis 2004 au fonds de compensation des déséquilibres régionaux (FCDR).

#### Financement des transferts de compétences
Les lois de décentralisation, en transférant de nombreuses compétences aux collectivités territoriales, ont créé ou renforcé des dotations visant à compenser le poids financier de ces compétences :
- Dotation générale de décentralisation (DGD) : cette dotation compense par exemple les frais occasionnés par la gestion des bibliothèques et les transports scolaires ;
- Fonds de compensation de la fiscalité transférée (FCFT) ;
- Dotation départementale d'équipement des collèges (DDEC).

#### Dotations et subventions diverses
- Dotation spéciale pour le logement des instituteurs : cette dotation est en voie de disparition au fur et à mesure que les instituteurs adoptent le statut de professeur des écoles ;
- Dotation élu local pour les communes de moins de 1000 habitants les plus défavorisées
- Répartition du produit des amendes relatives à la circulation routière ;
- Dotation de soutien à l'investissement des départements (DSID) qui remplace à partir de 2019 la dotation globale d'équipement, versée aux petites communes ou aux communes de faible potentiel financier : cette dotation est attribuée par le préfet pour des projets d'investissement.
- Dotation d'équipement des territoires ruraux (DETR) qui fusionne en 2011[10] la dotation de développement rural (DDR) et la dotation globale d'équipement des communes, destinée aux groupements de communes à fiscalité propre auxquels les communes ont délégué la compétence d'aménagement de l'espace et de développement économique, réservée aux groupements ruraux de moins de 35 000 habitants, et aux groupements qui ne dépasse pas 60 000 habitants et qui sont tournés vers une ville centre de moins de 15 000 habitants : cette dotation a pour objet de financer des projets de développement rural déposés auprès du préfet de département. Depuis 2006, peuvent également en bénéficier les communes éligibles à la part « péréquation » de la DSR, afin de subventionner des projets en faveur du maintien des services publics en milieu rural ;
- Dotation politique de la ville (DPV) remplace la dotation de développement urbain (DDU)[11]. Cette dotation, attribuée par les préfectures sous forme de subventions, vise à compléter la logique de péréquation poursuivie dans le cadre de la DSU. Elle permet de financer des projets d’investissement ou des actions dans le domaine économique et social en lien avec les objectifs poursuivis par la politique de la ville.
- Fonds de compensation pour la TVA (FCTVA) : dotation d'équipement qui permet de compenser la TVA payée au titre des dépenses d'investissement par les collectivités territoriales et les EPCI ;
- Compensations d'exonérations et de dégrèvements législatifs ou des réformes fiscales : il s'agit pour l'État de compenser les pertes de ressources occasionnées par des lois supprimant des dispositions fiscales dont bénéficiaient les collectivités.
- Fonds de soutien à l'investissement public local (FSIL, depuis 2016, environ 1 Milliard € en investissement), attribuable par les préfectures dans le cadre d'appels à projets annuels.

### Recentralisation financière
Force est de constater une recentralisation financière sur les plans fiscal et budgétaire. D'un côté, la recentralisation fiscale découle, d'une part, de la suppression du pouvoir de vote des taux des impôts directs locaux par les départements et les régions, à l'exception des départements qui continuent à voter le taux de la taxe foncière sur les propriétés bâties, d'autre part, de la généralisation de la fiscalité transférée. D'un autre côté, la recentralisation budgétaire résulte, d'une part, de la stabilisation de la péréquation verticale, d'autre part, de la progression de la péréquation horizontale.

### Avances et emprunts
Dans certaines conditions, les collectivités territoriales et leurs groupements peuvent recourir à l'emprunt ou se faire consentir des avances.
Les collectivités locales françaises ne peuvent pas présenter un budget de fonctionnement en déficit. Seuls les budgets d'investissements peuvent recourir à l'emprunt. Fin 2011, la dette cumulée des collectivités locales est de 127,58 milliards d'euros. En 2011, les collectivités (Conseils régionaux, départements, intercommunalités et communes) ont emprunté près de seize milliards d'euros uniquement pour de l'investissement.

### Revenus du patrimoine et pour services rendus
Ces ressources représentaient 10 % des recettes des collectivités en 2009. Ils concernent :
- les produits du domaine : revenus tirés du patrimoine privé (loyers, aliénation…), ou du patrimoine public (autorisations d'occupation du domaine public ou permissions de voirie),
- La tarification des services publics locaux.

## Contrôle des finances locales
Les finances locales sont placées sous le contrôle du préfet, qui peut saisir la chambre régionale des comptes dans certaines circonstances (budget non voté, budget voté en déséquilibre, charge de la dette excessive).
Les comptes font l'objet annuellement d'un apurement administratif ou d'un jugement par la chambre régionale des comptes.